# Tetramolopium rockii
Tetramolopium rockii là một loài thực vật có hoa trong họ Cúc. Loài này được Sherff miêu tả khoa học đầu tiên năm 1934.